# 華麗銜鰕虎魚
華麗銜鰕虎鱼，为輻鰭魚綱鱸形目鰕虎鱼科的其中一種。

## 分布
本魚分布於印度西太平洋區，紅海、東非、葛摩、模里西斯、馬達加斯加、馬爾地夫、斯里蘭卡、日本、臺灣、印尼、菲律賓、越南、澳洲、聖誕島、馬紹爾群島、薩摩亞群島、新喀里多尼亞、帛琉等海域。

## 深度
水深0至20公尺。

## 特徵
本魚體延長略成圓柱狀，眼略突出，腹鰭癒合成吸盤。魚體灰白色，具數條不連續的紅褐色縱帶，其中近腹部的深色縱帶較寬，背鰭硬棘7枚，背鰭軟條10至11枚，臀鰭硬棘1枚，臀鰭軟條9至11枚，體長可達13公分。

## 生態
本魚棲息在水深較淺的礁沙混合區或礁岩上，緩慢以一動一停的方式游走。屬肉食性，以小型底棲無脊椎動物為食。

## 經濟利用
可作為觀賞魚。

## 扩展阅读
維基物種上的相關：華麗銜鰕虎鱼